# Daiane
Pour les articles homonymes, voir Menezes.
Daiane Menezes Rodrigues, plus communément appelée Daiane, née le 15 avril 1983 à Bagé au Brésil, est une joueuse brésilienne de football évoluant au poste de défenseur. Internationale brésilienne (15 sélections et 3 buts au 10 juillet 2011), elle évolue en club au Botucatu Futebol Clube.

## Biographie
Daiane fait partie du groupe brésilien présent lors de la Coupe du monde de football féminin des moins de 19 ans 2002 qui termine quatrième. Lors de la Coupe du monde de football féminin 2011, elle marque un but contre son camp dès la deuxième minute de jeu en quart de finale contre les États-Unis en tentant de repousser un centre, avant d'échouer lors de la séance de tirs au but, éliminant le Brésil de la compétition. Elle est quart-de-finaliste des Jeux olympiques d'été de 2012.